# Alebion gracilis
Alebion gracilis är en kräftdjursart som beskrevs av C. B. Wilson 1905. Alebion gracilis ingår i släktet Alebion och familjen Euryphoridae. Inga underarter finns listade i Catalogue of Life.